# Spermacoce egleri
Spermacoce egleri là một loài thực vật có hoa trong họ Thiến thảo. Loài này được (Sucre & C.G.Costa) Govaerts miêu tả khoa học đầu tiên năm 1996.